# Enargia kansuensis
Enargia kansuensis är en fjärilsart som beskrevs av Max Wilhelm Karl Draudt 1935. Enargia kansuensis ingår i släktet Enargia och familjen nattflyn. Inga underarter finns listade i Catalogue of Life.